# Xenosaurus penai
Xenosaurus penai là một loài thằn lằn trong họ Xenosauridae. Loài này được Pérez Ramos, De La Riva & Campbell mô tả khoa học đầu tiên năm 2000.